# Jean-Baptiste Adanson
Jean-Baptiste Adanson ( 1732- Tunis, 5 de novembro de  1803) foi um intérprete e chanceler da França no Oriente. Era irmão do famoso botânico Michel Adanson (1727-1806). Era filho de Léger Adanson e Marthe Buisson.

## Biografia
Como vários diplomatas ocidentais,  Jean-Baptiste Adanson entregou-se à observação das civilizações orientais.   Seus trabalhos  eram focados principalmente sobre o Egito e a Tunísia. Os seus dons em caligrafia ficaram conhecidos através de suas aquarelas e desenhos que efetuou para ilustrar um trabalho sobre  música turca do amigo Charles Fonton. 
Foi estudante de línguas no "Liceu  Louis-le-Grand" de 1740 até 1750, entrando na  Ordem dos Frades Menores Capuchinhos para terminar seus estudos.  Foi nesta época que envolveu-se no trabalho de ilustração da obra sobre música oriental de  Charles Fonton : "Essay sur la musique orientale comparée à la musique européenne", Constantinopla, 1751. Esta obra foi traduzido em turco por  Cem Behar  em 1987
Viajou para  Alepo  em 1754, para Salónica em 1758 e para  Trípoli e 1774.  Em 1785, foi nomeado como  intérprete e chanceler do consulado da França  em  Tunis, Tunísia, depois como cônsul em Alexandria no Egito em 1791. 
Em março de 1766 casou-se  em Beirute com Marie-Virgille Galanti de Livorno, união da qual nasceram pelo menos quatro filhos.